# Ice Age (film)
Ice Age is een Amerikaanse computeranimatiefilm uit 2002 onder regie van Chris Wedge en Carlos Saldanha. De film zou oorspronkelijk een traditionele animatiefilm worden gemaakt door Don Bluth en Gary Goldman, maar de sterke opkomst van computeranimatiefilms en de mislukking van Don Bluths film Titan A.E. maakten dat dit plan werd geschrapt.
In 2006 is er een vervolg uitgebracht getiteld Ice Age: The Meltdown. In 2009 volgde een derde film getiteld Ice Age: Dawn of the Dinosaurs. In 2012 volgde het vierde deel: Ice Age: Continental Drift. In 2016 verscheen het vijfde deel getiteld Ice Age: Collision Course. In 2022 is het zesde deel uitgekomen, getiteld Ice Age: The adventure of Buck Wild.

## Verhaal

### Hoofdplot
De film speelt zich 20 000 jaar geleden af, tijdens de laatste ijstijd. De kou dwingt veel dieren naar warmere streken te trekken in het zuiden. Alleen de wolharige mammoet Manfred trekt zich hier niets van aan, en reist juist naar het noorden. Hij ontmoet Sid, een klungelige luiaard die door zijn familie is achtergelaten, en staat met tegenzin toe dat hij met hem meereist.
Niet ver daarvandaan wordt een groep mensen aangevallen door een troep smilodons. De leider van de troep, Soto, wil wraak op de mensen door de jonge zoon van de hoofdman, Roshan, te verslinden. In de aanval worden Roshan en zijn moeder gescheiden van de rest van hun stam, en vallen in de rivier. De moeder overleeft dit incident niet, maar Roshan wordt gevonden door Manfred en Sid. Ze besluiten de baby terug te brengen naar zijn stam. Soto stuurt een van zijn trouwe helpers, Diego, eropuit om Roshan terug te halen zodat hij zijn wraak kan voltooien.
Diego vindt Manfred en Sid, en doet alsof hij hen wil helpen de mensen te vinden. In werkelijkheid wil hij hen in een hinderlaag lokken. De groep trotseert meerdere gevaren tijdens hun tocht. Onderweg leert Diego over Manfreds verleden, met name hoe de mensen zijn vrouw en kind hebben gedood. Wanneer Manfred Diego redt van een stroom lava, begint Diego te twijfelen aan Soto’s plan. Uiteindelijk biecht hij het hele plan op aan Manfred en Sid. Samen beramen ze een plan om Soto juist terug te pakken. De groep confronteert Soto en de andere smilodon, waarbij Soto wordt gedood door vallende ijspegels.
Aan het eind van de film vinden Manfred, Sid en Diego de mensen, en kunnen Roshan teruggeven aan zijn vader. Daarna trekken ze samen naar een warmer gebied.

### Subplot
De film bevat ook een subplot waarin een sabeltandeekhoorn genaamd Scrat een eikel probeert te verstoppen of te beschermen. Elke poging van hem draait echter uit op een ramp. Zo komt hij vast te zitten in een gletsjer, wordt getroffen door bliksem, en verandert zijn eikel per ongeluk in een stuk popcorn wanneer hij hem ontdooit boven een vuur. Een paar keer loopt hij de hoofdpersonen tegen het lijf, maar zij schenken nauwelijks aandacht aan hem.
Uiteindelijk worden Scrat en zijn eikel ingevroren, en ontdooien pas 20 000 jaar later op een tropisch eiland. Echter, zodra zijn eikel los is uit het ijs, wordt deze weggespoeld door het water. Nadat Scrat zelf ook helemaal ontdooid is, vindt hij een kokosnoot. Wanneer hij probeert deze in de grond te stoppen, veroorzaakt hij een vulkaanuitbarsting.

## Stemacteurs
| rol         | origineel              | Nederlands       | Vlaams               |
| ----------- | ---------------------- | ---------------- | -------------------- |
| Scrat       | Chris Wedge            | Chris Wedge      | Chris Wedge          |
| Manfred     | Ray Romano             | Jack Wouterse    | Wim Opbrouck         |
| Sid         | John Leguizamo         | Carlo Boszhard   | Chris Van den Durpel |
| Diego       | Denis Leary            | Filip Bolluyt    | Lucas Van den Eynde  |
| Soto        | Goran Višnjić          | Just Meijer      | Vic De Wachter       |
| Zeke        | Jack Black             | Fred Meijer      | Peter Van Gucht      |
| Carl        | Cedric the Entertainer | Stan Limburg     | Pol Goossen          |
| Frank       | Stephen Root           | Fred Butter      | Pieter Embrechts     |
| Oscar       | Diedrich Bader         | Hero Muller      | Dirk Denoyelle       |
| Lenny       | Alan Tudyk             | Tony Neef        | Pol Goossen          |
| Dab de Dodo | Alan Tudyk             | Jeroen Keers     | Ruben Nollet         |
| Jennifer    | Lorri Bagley           | Katja Schuurman  | Francesca Vanthielen |
| Rachel      | Jane Krakowski         | Birgit Schuurman | Caren Meynen         |

## Achtergrond

### Filmmuziek
De Zweedse popgroep Bubbles bracht op 15 april 2002 naar aanleiding van deze film de single "Somewhere" uit.

### Ontvangst
De film kreeg 78% aan goede kritieken op Rotten Tomatoes, en 60% op Metacritic.
De film bracht 47,9 miljoen dollar op in het openingsweekend. Daarmee had de film de op twee na beste opening voor een animatiefilm. Alleen Monsters Inc. en Toy Story 2 scoorden hoger. In totaal bracht de film wereldwijd 383.257.136 dollar op.

## Prijzen en nominaties
| jaar | prijs                  | categorie                                                       | genomineerde(n)                                 | uitslag     |
| ---- | ---------------------- | --------------------------------------------------------------- | ----------------------------------------------- | ----------- |
| 2002 | BMI Film Music Award   | -                                                               | David Newman                                    | gewonnen    |
| 2002 | Bogey Award in Platin  | -                                                               | -                                               | gewonnen    |
| 2003 | Academy Award          | Beste animatiefilm                                              | Chris Wedge                                     | genomineerd |
| 2003 | Saturn Award           | Beste animatiefilm                                              | -                                               | genomineerd |
| 2003 | Annie Award            | Outstanding Achievement in an Animated Theatrical Feature       | -                                               | genomineerd |
| 2003 | Annie Award            | Outstanding Character Animation                                 | Mike Thurmeier                                  | genomineerd |
| 2003 | Annie Award            | Outstanding Character Design in an Animated Feature Production  | Peter DeSève                                    | genomineerd |
| 2003 | Annie Award            | Outstanding Directing in an Animated Feature Production         | Chris Wedge, Carlos Saldanha                    | genomineerd |
| 2003 | Annie Award            | Outstanding Music in an Animated Feature Production             | David Newman                                    | genomineerd |
| 2003 | Annie Award            | Outstanding Production Design in an Animated Feature Production | Brian McEntee                                   | genomineerd |
| 2003 | Annie Award            | Outstanding Writing in an Animated Feature Production           | Michael Berg, Michael J. Wilson, Peter Ackerman | genomineerd |
| 2003 | Critics Choice Award   | Beste animatiefilm                                              | -                                               | genomineerd |
| 2003 | DVD Premiere Award     | Best Audio Commentary, New Release                              | Chris Wedge, Carlos Saldanha                    | genomineerd |
| 2003 | DVD Premiere Award     | Best New, Enhanced or Reconstructed Movie Scenes                | Carlos Saldanha, John C. Donkin                 | genomineerd |
| 2003 | DVD Premiere Award     | Best Overall New Extra Features, New Release                    | John C. Donkin, Sean Anderson                   | genomineerd |
| 2003 | DVD Premiere Award     | Original Retrospective Documentary, New Release                 | Sean Anderson                                   | genomineerd |
| 2003 | Silver Ribbon          | beste nasynchronisatie                                          | Pino Insegno                                    | gewonnen    |
| 2003 | KCFCC Award            | beste animatiefilm                                              | -                                               | gewonnen    |
| 2003 | Blimp Award            | Favorite Movie                                                  | -                                               | genomineerd |
| 2003 | Blimp Award            | Favorite Voice from an Animated Movie                           | Denis Leary                                     | genomineerd |
| 2003 | Blimp Award            | Favorite Voice from an Animated Movie                           | Ray Romano                                      | genomineerd |
| 2003 | Golden Reel Award      | Best Sound Editing in Animated Features                         | Sean Garnhart, Steven Visscher, Paul Urmson     | genomineerd |
| 2003 | Golden Reel Award      | Best Sound Editing in Animated Features – Music                 | Richard A. Harrison                             | genomineerd |
| 2003 | OFCS Award             | Beste animatiefilm                                              | -                                               | genomineerd |
| 2003 | PFCS Award             | Beste animatiefilm                                              | -                                               | genomineerd |
| 2003 | Golden Satellite Award | Beste film, geanimeerd of gemengde media                        | genomineerd                                     |             |
| 2003 | Golden Satellite Award | Best Youth DVD                                                  | genomineerd                                     | -           |
| 2003 | Young Artist Award     | beste familiefilm – animatie                                    | -                                               | genomineerd |

## Trivia
- In het Duitse Movie Park Germany stond tot 2017 de darkride Ice Age Adventure, gethematiseerd naar de films van Ice Age.